# Сів-Сірма
Сів-Сі́рма (рос. Сив-Сирма, чув. Сивçырма) — присілок у складі Канаського району Чувашії, Росія. Входить до складу Янгліцького сільського поселення.
Населення — 54 особи (2010; 50 у 2002).
Національний склад:
- чуваші — 96 %